# 松尾寺 (安曇野市)
松尾寺（まつおじ）は 長野県安曇野市穂高有明に在る高野山真言宗の寺院。山号は医王山。院号は常楽院。本尊は薬師如来。

## 歴史
信府統記によると1528年、仁科盛政を開基として中興されたとされるが、支族の古厩氏であるという説もある。『長野県史』では本尊を安置する薬師堂を造営したのが盛政で、創建自体は白鳳2年（651年）までさかのぼるとしている。
古くは醍醐寺三宝院の末寺であったが、のち現在の宗派に改宗された。江戸時代の十返舎一九の『続膝栗毛』にも登場する。明治時代なると廃仏毀釈の波を受け衰退し、仁王堂と本堂（薬師堂、重要文化財）が残るのみとなった。

## 文化財
- 重要文化財（国指定）
  - 本堂（薬師堂） - 室町時代末の建立。寄棟造銅板葺き。1959年指定。建築様式は長野県大町市の盛蓮寺観音堂に似る。

- 安曇野市公式HP内の観光情報

## ギャラリー

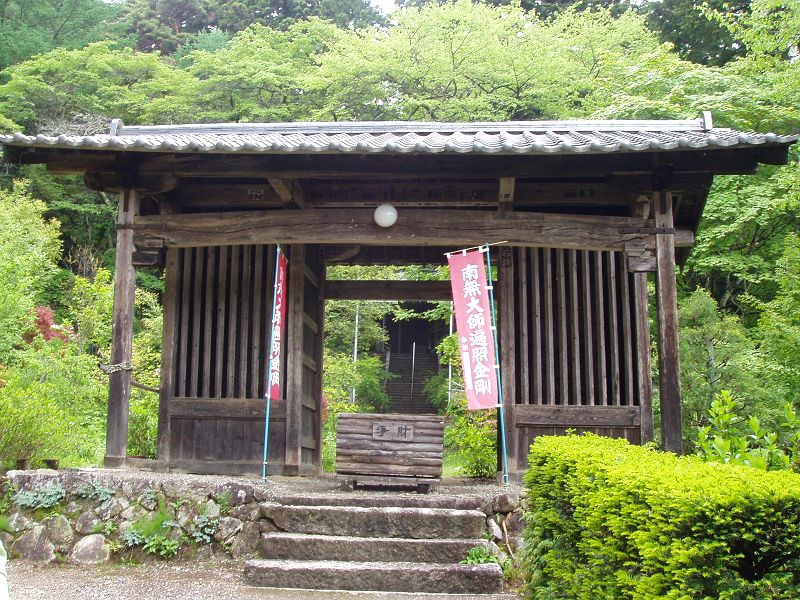
参道から山門を見る（2009年2月19日撮影）
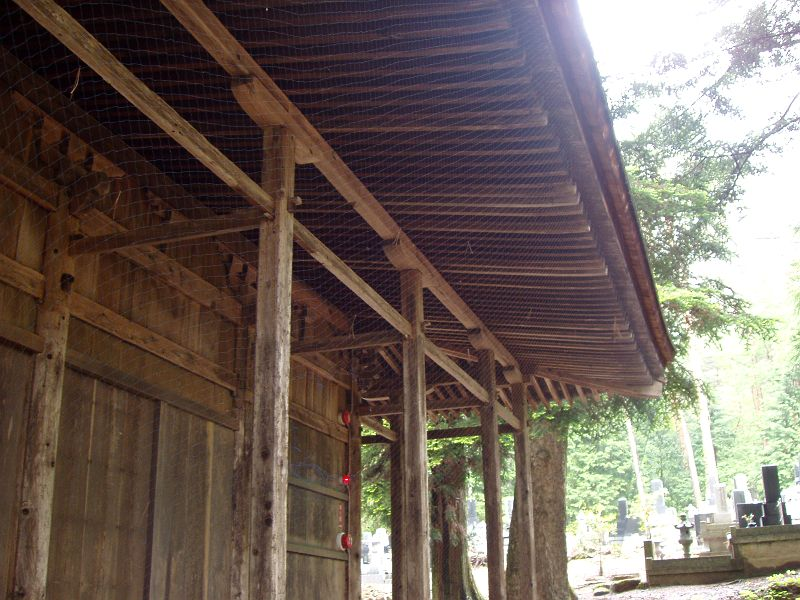
本堂の軒裏（2009年2月19日撮影）
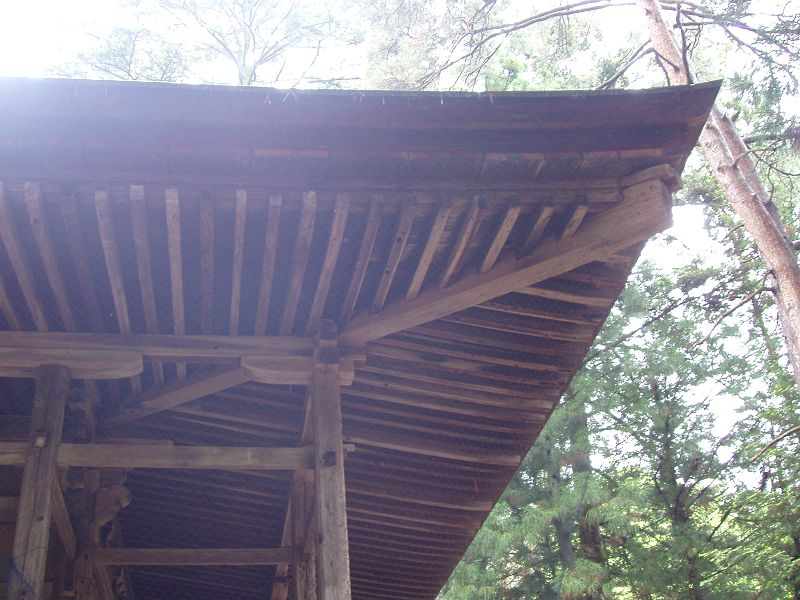
本堂の軒裏（2009年2月19日撮影）
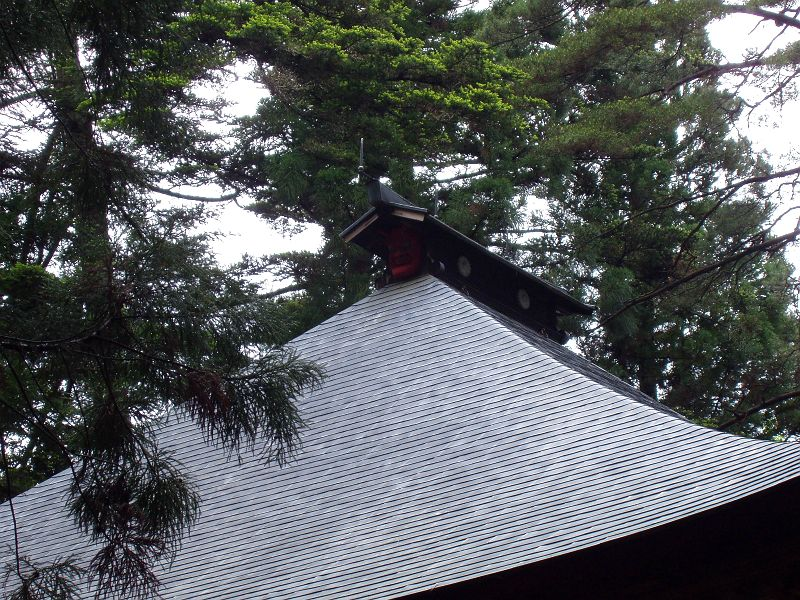
本堂の屋根（2009年2月19日撮影）

## 付近
- 松尾寺山公園
- 安曇野市穂高郷土資料館
- 鐘の鳴る丘集会所（有明高原寮）
- 穂高温泉